# Waterford Regional Sports Centre
Het Waterford Regional Sports Centre (kortweg: RSC) is een multifunctioneel sportcentrum in Waterford, een stad in Ierland. Het stadion wordt gebruikt voor verschillende sporten, waaronder voetbal-, tennis-, rugby- en atletiekwedstrijden. De voetbalclub Waterford FC maakt gebruik van dit stadion. In het stadion is plaats voor 5.500 toeschouwers. Het stadion werd geopend in 1993 en gerenoveerd in 2008.
In 2009 vond in dit stadion de finale plaats van de League of Ireland Cup, die wedstrijd ging tussen Bohemians en Waterford FC. In 2019 wordt van het voetbalstadion gebruik gemaakt voor het Europees kampioenschap voetbal mannen onder 17.
Dalymount Park (Bohemian FC) ·
Finn Park (Finn Harps FC) ·
Oriel Park (Dundalk FC) ·
Richmond Park (St. Patrick's Athletic FC) ·
Ryan McBride Brandywell Stadium (Derry City FC) ·
Showgrounds (Sligo Rovers FC) ·
Tallaght Stadium (Shamrock Rovers FC) ·
Tolka Park (Shelbourne FC) ·
Turners Cross (Cork City FC) ·
Waterford Regional Sports Centre (Waterford FC)
Athlone Town Stadium (Athlone Town FC) ·
Bishopsgate (Longford Town FC) ·
Carlisle Grounds (Bray Wanderers AFC) ·
Eamonn Deacy Park (Galway United FC) ·
Ferrycarrig Park (Wexford FC) ·
St. Colman's Park (Cobh Ramblers FC) ·
Stradbrook Road (Cabinteely FC) ·
Tallaght Stadium (Shamrock Rovers FC II) ·
UCD Bowl (University College Dublin AFC) ·
Head in the Game Park (Drogheda United FC) ·